# Miss Venezuela 1994
El Miss Venezuela 1994 fue la cuadragésima primera (41°) edición del certamen Miss Venezuela, celebrada en la majestuosa Sala Ríos Reyna del Complejo Cultural "Teresa Carreño" el viernes 2 de septiembre de 1994 y transmitida en directo por Venevisión. Al final de la noche, Minorka Mercado, Miss Venezuela 1993, de Apure, coronó a Denyse Floreano, de la Costa Oriental, como su sucesora.

## Desarrollo
El viernes 2 de septiembre de 1994 se repite la experiencia en el Teatro Teresa Carreño, con la dupla Correa-Palacios. En el opening dedicado a Simón Díaz participan las 26 concursantes junto a Gustavo Rodríguez, Simón Díaz, Jean Carlos Simancas, Víctor Cámara, Juan Carlos Vivas, Luis Gerardo Núñez, Miguel de León, Aroldo Betancourt, los Mini Pops y el ballet de Marjorie Flores. “Batucada”, el cuadro principal dedicado a Brasil, corre por cuenta de Juan Carlos y su Rumba Flamenca, Miguel Moly y Fedra López, amén del ballet de Venevisión y un grupo de futbolistas. Los internacionales Eduardo Capetillo, Eduardo Palomo y Jon Secada tienen un segmento cada uno. Al finalizar la noche, la votación de los 54 miembros del jurado dio como ganadora a Miss Costa Oriental, Denyse Floreano. De este grupo salió Fabiola Colmenarez (Lara).

## Resultados

### Ganadoras

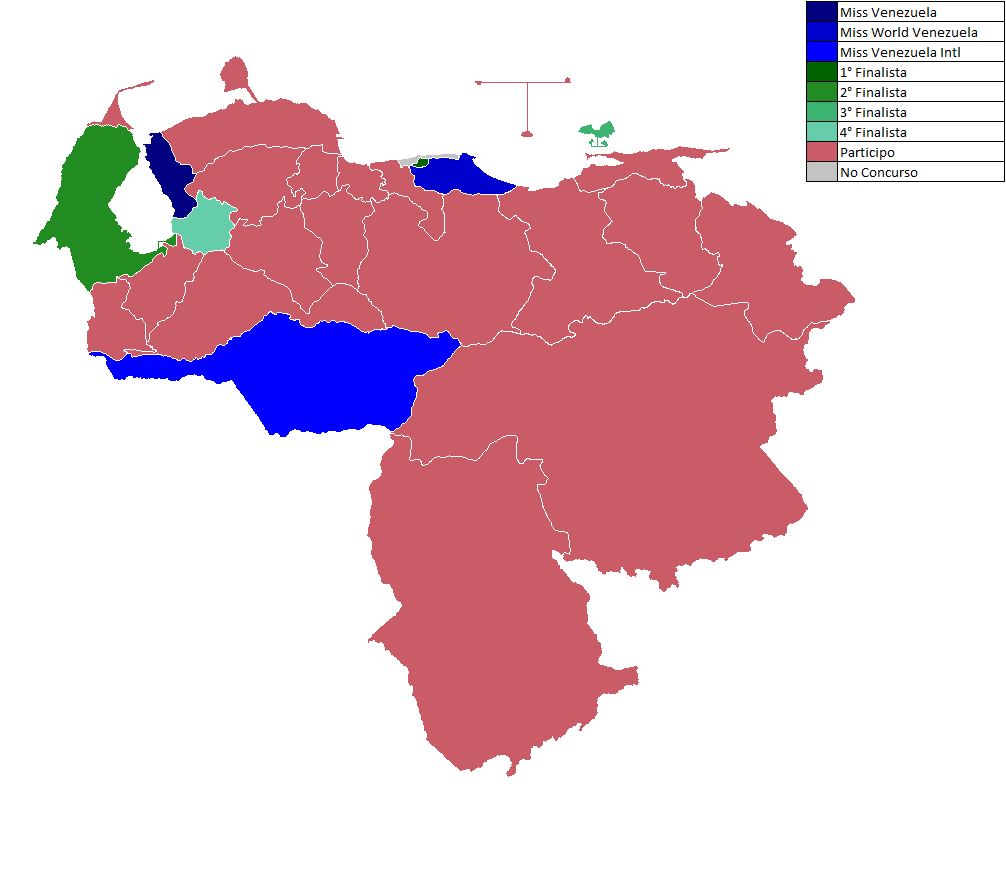
Miss Venezuela 1994

| Resultado                | Candidata                              |
| ------------------------ | -------------------------------------- |
| Miss Venezuela 1994      | - Costa Oriental- Denyse Floreano      |
| Miss World Venezuela     | - Miranda - Irene Ferreira             |
| Miss Vzla. Internacional | - Apure - Ana María Amorer             |
| 1.ª Finalista            | - Distrito Federal - Gladys Ivanoff    |
| 2.ª Finalista            | - Zulia - Yoseani Finol                |
| 3.ª Finalista            | - Nueva Esparta - Auxiliadora González |
| 4.ª Finalista            | - Trujillo - Solange Pastor            |

### Premiaciones especiales
- Miss Fotogénica (electa por el Círculo de Reporteros Gráficos de Venezuela) - Kariana Ochoa (Miss Amazonas)
- Miss Amistad - Astrid Núñez (Miss Monagas)
- Miss Elegancia - Ana María Amorer (Miss Apure)
- Ojos más bellos - Gladys Katerina Ivanoff (Miss Distrito Federal)
- Sonrisa más bella - Annie López (Miss Cojedes)

## Candidatas Oficiales
| Estado                  | Candidata                                | Edad | Estatura (m) | Ciudad Natal         |
| ----------------------- | ---------------------------------------- | ---- | ------------ | -------------------- |
| Amazonas                | Kariana Yaneth Ochoa Charandziuk         | 22   | 1,75 m       | Maracay              |
| Anzoátegui              | Cibelys María Ruíz Patiño                | 19   | 1,80 m       | Puerto La Cruz       |
| Apure                   | Ana María Amorer Guerrero                | 19   | 1,78 m       | Caracas              |
| Aragua                  | Suzette Alejandra Tedaldi Agudelo        | 18   | 1,82 m       | La Victoria          |
| Barinas                 | Mildred Carolina Sarli Andrades          | 22   | 1,77 m       | Barinas              |
| Bolívar                 | Alessandrina Del Carmen Herrera Bejarano | 21   | 1,78 m       | Ciudad Guayana       |
| Carabobo                | Eva Carolina Vich Lozada                 | 18   | 1,73 m       | Valencia             |
| Cojedes                 | Ana Emilia "Annie" López Bello           | 21   | 1,76 m       | Tinaco               |
| Costa Oriental          | Denyse Del Carmen Floreano Camargo       | 18   | 1,84 m       | Ciudad Ojeda         |
| Delta Amacuro           | María Carolina Chapellín Bigott          | 23   | 1,78 m       | Caracas              |
| Dependencias Federales  | Rosangel Querales Alvarado               | 19   | 1,73 m       | Porlamar             |
| Distrito Federal        | Gladys Katerina Ivanoff Peña             | 20   | 1,80 m       | Caracas              |
| Falcón                  | Coralie Josephine Larson Cotua           | 22   | 1,75 m       | Punto Fijo           |
| Guárico                 | María Gabriela Zambrano Párraga          | 21   | 1,70 m       | Maracay              |
| Lara                    | María Fabiola Colmenarez Rodríguez       | 20   | 1,72 m       | Barquisimeto         |
| Mérida                  | Rossiel Karina Bello Rodríguez           | 19   | 1,80 m       | Mucuchíes            |
| Miranda                 | Irene Esther Ferreira Izquierdo          | 19   | 1,82 m       | Caracas              |
| Monagas                 | Astrid Núñez Hall                        | 19   | 1,76 m       | Caracas              |
| Nueva Esparta           | María Auxiliadora González Guzmán        | 23   | 1,84 m       | Cumaná               |
| Península de la Guajira | Patricia Milagros Negrón González        | 19   | 1,72 m       | San Rafael del Moján |
| Portuguesa              | Tibisay Trovisco Andión                  | 21   | 1,73 m       | Biscucuy             |
| Sucre                   | Sandra Vidal Conde                       | 18   | 1,75 m       | Marigüitar           |
| Táchira                 | Carolina María Castillo Sulyan           | 18   | 1,79 m       | La Grita             |
| Trujillo                | Solange Carolina Pastor                  | 22   | 1,82 m       | Valera               |
| Yaracuy                 | Lody Attie Abou                          | 22   | 1,73 m       | Caracas              |
| Zulia                   | Yoseani Miglenis Finol Leidenz           | 19   | 1,80 m       | Maracaibo            |